# Craugastor rhodopis
Craugastor rhodopis es una especie de anfibio anuro de la familia Craugastoridae.

## Distribución geográfica
Esta especie es endémica de México. Habita en los estados de Veracruz, Hidalgo, Puebla, Oaxaca y Chiapas.

## Publicación original
- Cope, 1867 "1866" : Fifth contribution to the herpetology of tropical America. Proceedings of the Academy of Natural Sciences of Philadelphia, vol. 18, p. 317-323[5]